# Kimika Yoshino
Pour les articles homonymes, voir Yoshino.
Kimika Yoshino est une actrice japonaise née le 5 septembre 1975 à Kanagawa.

## Filmographie
- 2007 : Chacha : Omaa
- 2007 : Onsen maruhi daisakusen 4
- 2007 : Tôbô kusotawake
- 2007 : Kuro-obi (Black Belt)
- 2006 : Kyoufu-izonsho (Delusion) : Yukiko Shiraishi/Junko Fujimi
- 2006 : Waru
- 2005 : Genkaku
- 2005 : Fantastipo : Kahori
- 2004 : Tokyo Noir
- 2004 : Eiko
- 2003 : Sky High
- 2003 : Gozu : Ozaki
- 2002 : Paato-taimu tantei (Part-time Detective)
- 1998 : Anrakkî monkî : (Unlucky Monkey)
- 1998 : Eko Eko Azarak III : Misa Kuroi
- 1996 : Acri : Acri
- 1996 : Eko Eko Azarak II : Misa Kuroi
- 1996 : Baja Run : Asako Kuramoto
- 1995 : Eko Eko Azarak : Misa Kuroi
- 1995 : Help!